# Verhaltenskybernetik

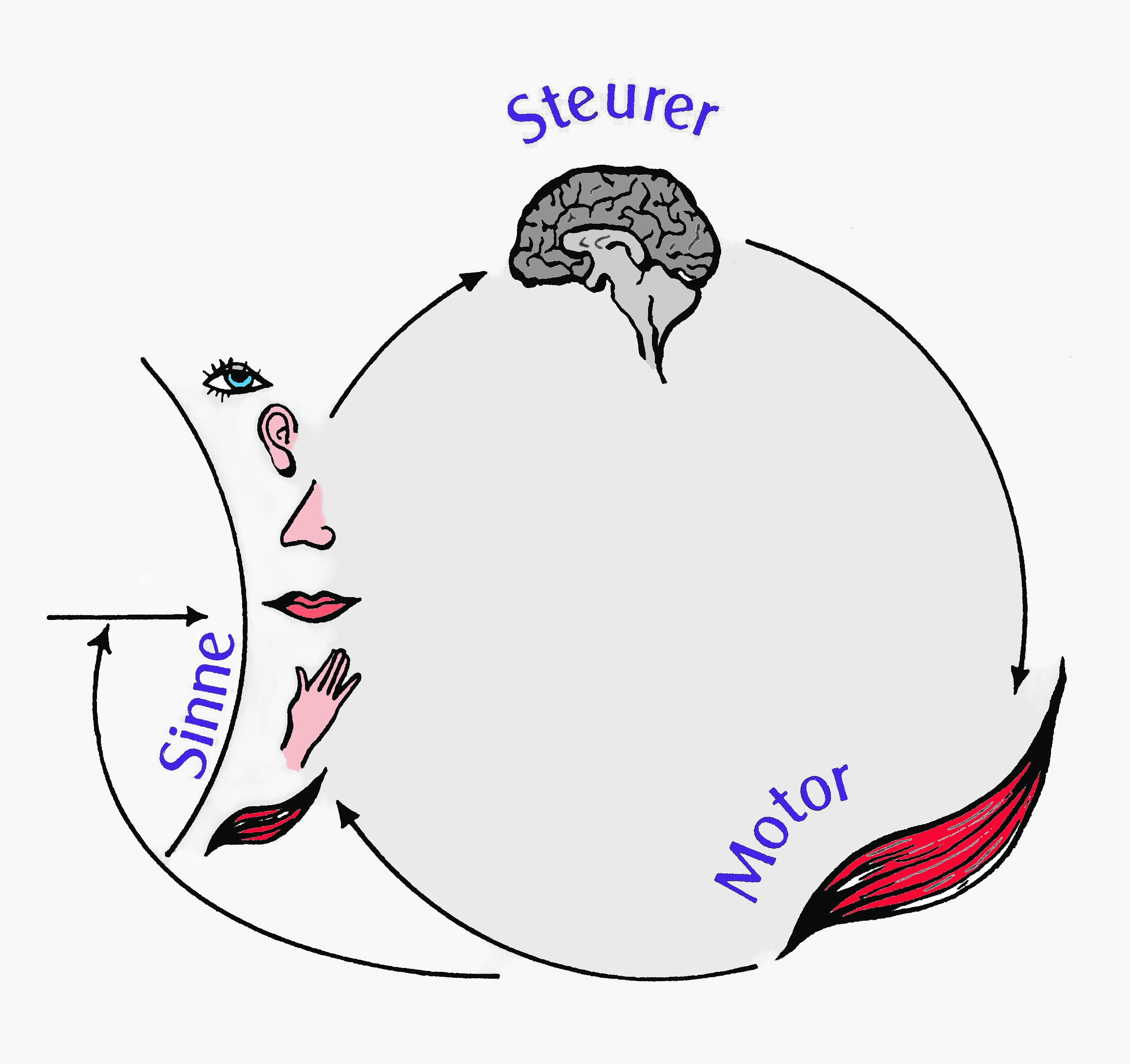
Verhaltenskybernetik: Feedback-Kontrolle

Verhaltenskybernetik bezeichnet ein Spezialgebiet der experimentellen Psychologie, das zu Beginn der 1960er Jahre an der psychologischen Fakultät der Universität von Madison/Wisconsin erstmals etabliert wurde. Maßgeblicher Initiator, langjähriger Lehrstuhlinhaber und Vorstand des Behavioral Cybernetics Laboratory war Karl Ulrich Smith. Smith war u. a. Gründungsmitglied der International Ergonomic Society.
Das Forschungszentrum in Madison war – als eine der ersten nichtmilitärischen Einrichtungen in den USA – mit den modernsten technischen Hilfsmitteln der damaligen Zeit ausgestattet (Großrechner etc.). Fernseh- und Computergestützte Echtzeit-Bewegungsanalyse wurden genutzt, um folgende Bereiche zu untersuchen:
- die operationale Autonomie lebender Systeme
- die Bedeutung der eigenen Bewegung für Lernprozesse
- die Auswirkung von Störungen auf Lernprozesse
- Interaktion lebender Systeme
- Mensch-Maschine Interaktion
- Mensch-Computer Interaktion

Erkenntnisse dieser Forschungstätigkeit fanden auch unter dem Begriff Human Factoring Verbreitung. Entwicklungen im Bereich der Verkehrssicherheit und im rehabilitativen Bereich sind ebenfalls auf die Forschungstätigkeit am Behavioral Cybernetics Laboratory zurückzuführen.
Im deutschsprachigen Raum gehört Bernhard Hassenstein zu den Begründern der Verhaltenskybernetik.